# Earleria purpurea
Earleria purpurea is een hydroïdpoliep uit de familie Mitrocomidae. De poliep komt uit het geslacht Earleria. Earleria purpurea werd in 1923 voor het eerst wetenschappelijk beschreven door Foerster. 